# Industrieele Club
De Industrieele Club was van 1913 tot en met 1975 een nationale ontmoetingsplaats voor mensen uit het Nederlandse bedrijfsleven, met als vestigingsplaats Amsterdam. De club fuseerde in 1975 met De Groote Club en gaat vanaf 1976 door het leven als De Industrieele Groote Club. 

## Geschiedenis
De sociëteit werd in april 1913 opgericht ten huize van D. Goedkoop, met als voorlopig bestuur: D. Goedkoop Jr., directeur van de Motorenfabriek Kromhout in Amsterdam, H.L. Geveke van de firma Geveke & Co. in Amsterdam, C.H. Hummelinck, directeur van de voedingsmiddelenfabriek Hollandia in Vlaardingen maar woonachtig in 's-Gravenhage, Z.J.H. Jonker, directeur van de werktuigenfabriek Jonker en Zn. in Amsterdam, Harry ter Kuile van de firma Nico ter Kuile in Enschede, E.D. Kerkhoven, directeur van de paraffinefabriek van de Dordtsche Petroleum Maatschappij uit Amsterdam, C.G. Vattier Kraane, directeur van de N.V. Vriesseveem, uit Amsterdam, Boudewijn Nierstrasz, directeur van de Hollandsche Stoomboot Maatschappij, Amsterdam, Jos. van Raalte, directeur van de Koninklijke Maatschappij De Schelde in Vlissingen, de industrieel W.A. Scholten uit Groningen, A.F. Smulders, directeur van de scheepswerf Gusto in Schiedam, en E.G. Verkade, directeur van de Gist- en Spiritusfabriek, Delft.
De Industrieele Club startte in 1913 met 178 leden, maar had nog geen huisvesting. Daar kwam verandering in toen door de club in de jaren 1913-1916 op de Dam het pand Industria werd gebouwd. Op 8 januari 1916 nam de club haar intrek in haar eigen sociëteitsgebouw. Inmiddels telde de club 300 leden, voornamelijk bedrijven.
In 1975 fuseerde de Industrieele Club met De Groote Club om met ingang van 1976 samen verder te gaan als De Industrieele Groote Club.